# 김한일 (영화 감독)
김한일(金漢日, 1921년 2월 10일 ~ 1975년 4월 10일)은 대한민국의 동양화가 겸 서예가이며 영화감독 겸 기업가이다. 그의 본관(관향)은 함창(咸昌)이고 호(號)는 강담(江潭)이며 경상북도 상주 출생이다.

## 소속
- 前 서울세기상사 이사장
- 前 중앙대학교 연극영화학과 겸임교수

## 일생

### 학력
- 1933년 경상북도 상주 함창보통학교 졸업
- 1939년 경성제1고등보통학교 졸업
- 1942년 만주국 헤이룽장 성 하얼빈 미술학교 전문학사
- 1956년 서라벌예술초급대학 연극영화학과 전문학사
- 1958년 중앙대학교 문예창작학과 학사
- 1960년 고려대학교 대학원 국어국문학과 문학석사
- 1962년 연세대학교 대학원 철학과 철학석사
- 1964년 한양공과대학교 대학원 산업공학과 공학석사
- 1966년 동국대학교 대학원 불교학과 인문과학 석사

### 주요 경력
- 1941년 동양화가 첫 등단.
- 1943년 서예가 등단.
- 1956년 영화 《여성의 적》으로 영화감독·영화 편집감독 데뷔.
- 1957년 미술평론가 등단.
- 1958년 과학평론가 등단.
- 1958년 영화평론가 등단.
- 1959년 연극평론가 등단.
- 1961년 연극연출가 데뷔.
- 1964년 영화 《필사의 추적》으로 영화 기획가 데뷔.
- 1965년 영화 《춘몽》으로 영화 시나리오 각본가 데뷔.
- 1968년 영화 《괴담》으로 영화 총지휘제작감독 데뷔.
- 1968년 영화 《공산성의 혈투》를 영화 기획 및 총지휘제작감독.

### 사망
- 1975년 당뇨병과 폐렴의 합병증으로 인하여 향년 55세로 별세.